# توماس براكيت ريد
توماس براكيت ريد هو محامي وسياسي أمريكي، ولد في 18 أكتوبر 1839 في بورتلاند في الولايات المتحدة، وتوفي في 7 ديسمبر 1902 في واشنطن العاصمة في الولايات المتحدة. نشط حزبياً في الحزب الجمهوري.

## مناصب
- انتخب المدعي العام لمين [الإنجليزية]‏ (1870 – 1872).
- انتخب عضو مجلس ولاية مين ‏ (1870 – 1870).
- انتخب الناطق باسم مجلس النواب الأمريكي (2 ديسمبر 1895 – 3 مارس 1899).
- انتخب عضو مجلس نواب مين ‏ (1868 – 1869).
- انتخب عضو مجلس النواب الأمريكي (4 مارس 1877 – 4 سبتمبر 1899).

## وصلات خارجية
- توماس براكيت ريد على موقع الموسوعة البريطانية (الإنجليزية)
- توماس براكيت ريد على موقع إن إن دي بي (الإنجليزية)